# Caterpillar Energy Solutions

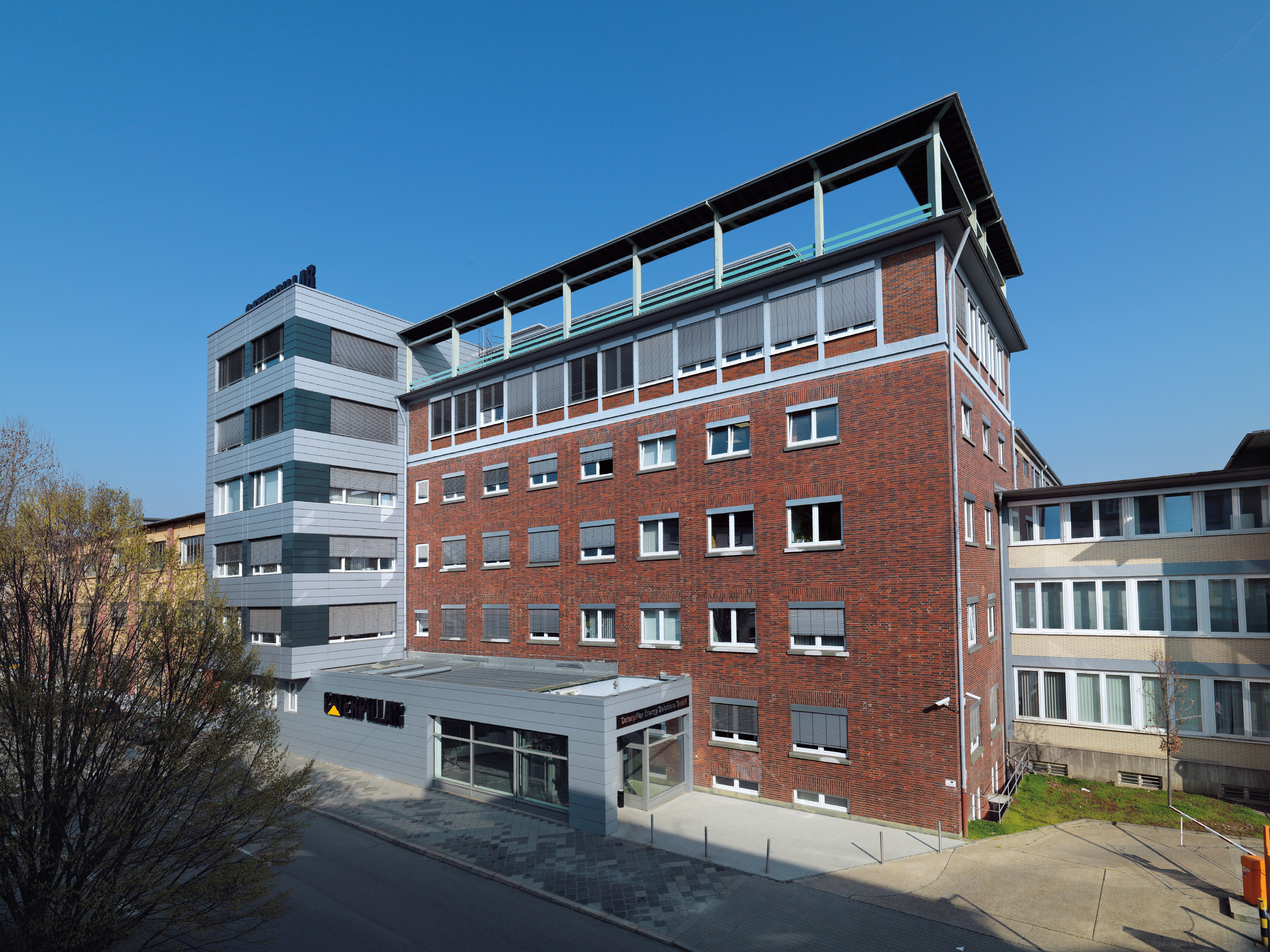
MWM-Stammsitz an der Carl-Benz-Straße

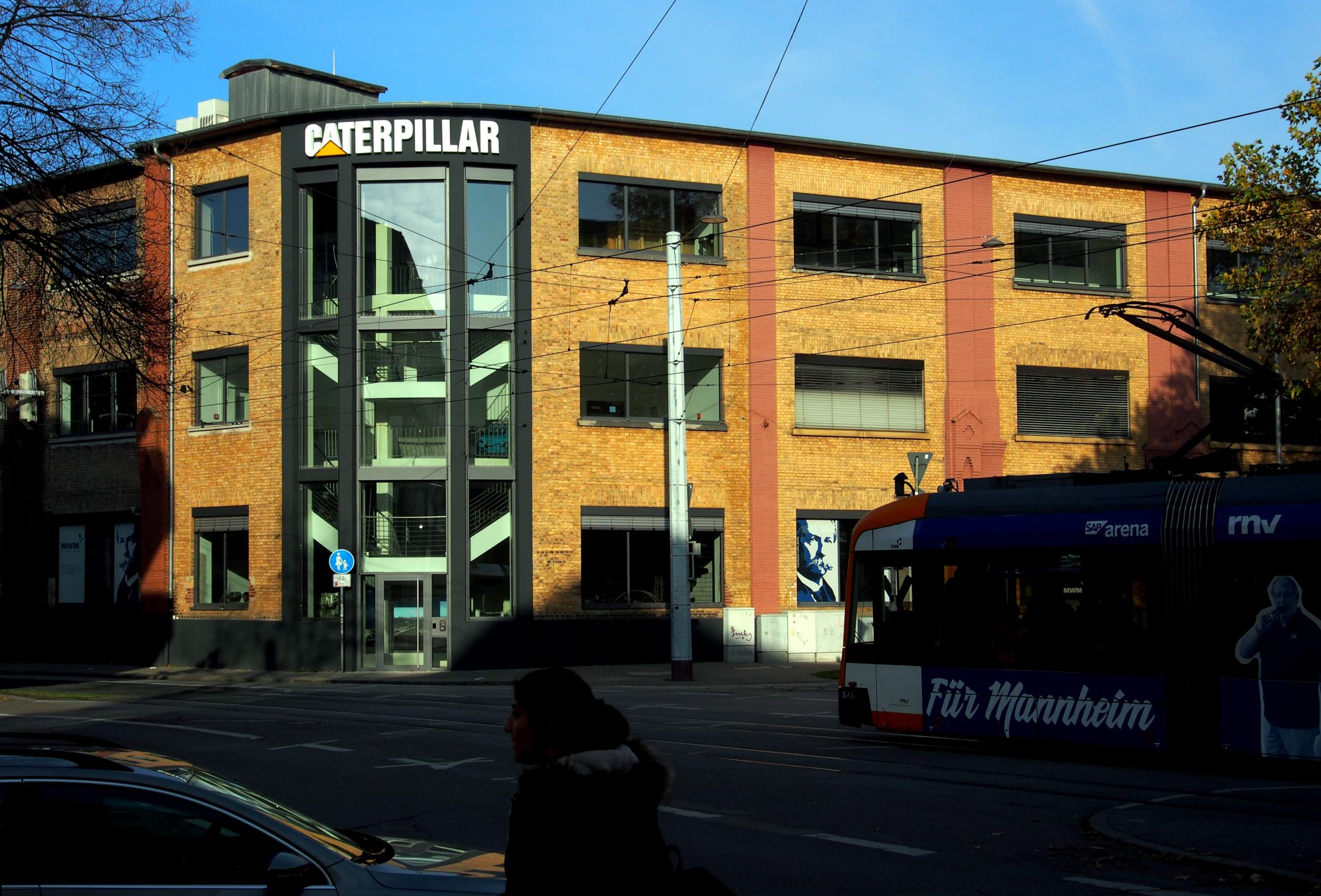
Neuer Eingang an der Waldhofstraße

Die Caterpillar Energy Solutions GmbH, früher Motorenwerke Mannheim (MWM) bzw. Deutz Power Systems, ist ein Maschinenbauunternehmen mit Sitz in Mannheim. Caterpillar Energy Solutions ist ein Anbieter von Kraft-Wärme-Kopplungs-Anlagen zur dezentralen Energieerzeugung auf Basis von Gasmotoren der Marken „Cat“ und „MWM“.

## Geschichte

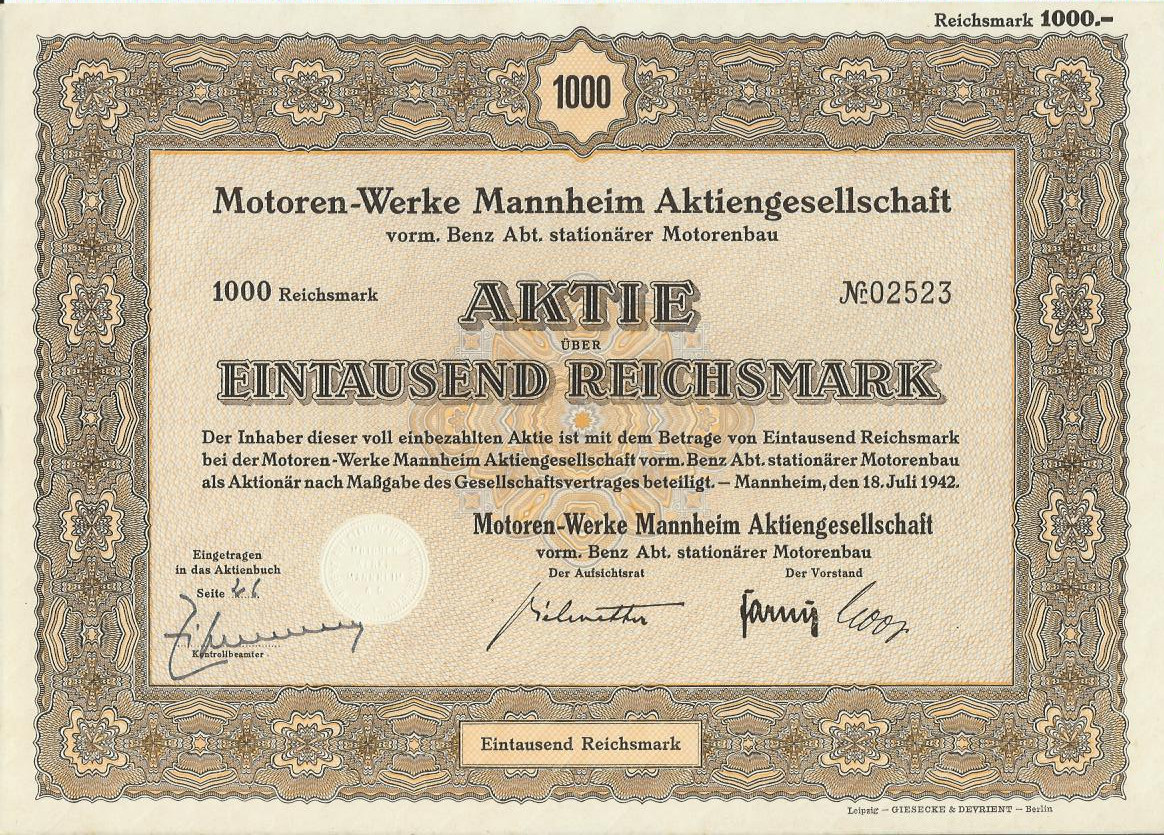
MWM-Aktie über 1000 RM von 1942

### Ursprung
Die Gesellschaft geht auf den Ingenieur und Automobilpionier Carl Benz (1844–1929) zurück, der 1871 Mannheim als Ort für seine Werkstätte wählte. Mit dem Finanzpartner und Mechaniker August Ritter erwarb Benz ein 783 m² großes Grundstück für 4600 Mark von dem Kaufmann Raphael Trautmann. Unter dem Namen Carl Benz und August Ritter, Mechanische Werkstätte begann dort die Arbeit, bei der zunächst Material für Mannheimer Handwerksbetriebe hergestellt wurde, besonders Rohrschellen. 1873, August Ritter war ausgezahlt und hatte das Unternehmen verlassen, wurde sie in Carl Benz Eisengießerei und mechanische Werkstätte umbenannt, kurze Zeit später in Carl Benz, Mannheim, Fabrik für Maschinen zur Blechbearbeitung. Mit der Pressung von Tabakballen, einer Rollmaschine für Blechrohre und dem Bau einer Telefonanlage war er aber nicht erfolgreich. Benz hörte von Gasmotoren, die jedoch durch Patente geschützt waren. Er entwickelte wegen des Patentschutzes einen eigenen Gasmotor, der als „Zweitaktmotor System Benz“ bekannt wurde und zum ersten Mal 1879 in Betrieb ging. Mit neuen Partnern aus einem Handelsunternehmen wurden Gasmotoren unter dem Firmennamen Benz u. Cie., Rheinische Gasmotorenfabrik, weiterentwickelt und gingen 1883 in den Verkauf zu einem, zwei, vier und sechs PS und zu Preisen zwischen 1500 und 3650 Mark. Benz erkannte, dass die Zweitakt-Gasmotoren für den Einbau in ein Fuhrwerk zu schwer waren und entwickelte einen kleineren und leistungsfähigeren Viertakt-Gasmotor. Eine erste Probefahrt konnte er mit einem selbstgebauten Fahrzeug 1885 unternehmen. 1886 erwarb er weitere Grundstücke in Mannheim, im Stadtteil Neckarstadt-West. 1893 wurde der tausendste ortsfeste Gasmotor verkauft. Der Bau und der Verkauf von Fahrzeugen war ab 1894 erfolgreich. 1899 erfolgte eine Umbenennung in „Benz & Cie. Rheinische Gasmotoren-Fabrik, Aktiengesellschaft“. Ab 1910 wurden Dieselmotoren produziert, wobei man für Schiffsmotoren Lizenzen kaufen musste. Man zielte bei den Schiffsmotoren auf Motoren für Polarfahrten.

### Ausgliederung Motorenwerke Mannheim
1922 wurde die Abteilung für den Bau stationärer Motoren ausgegliedert und eigenständig unter dem Namen Motorenwerke Mannheim A.-G., vormals Benz Abteilung stationärer Motorenbau, weitergeführt. Gemeinsam mit der Reiherstiegwerft wurden in Hamburg 1923 zum Bau von Motoren für Polarschiffe die Großmotoren-Werke Hamburg Mannheim gegründet. Die Motorenwerke Mannheim (MWM) entwickelten unter dem Ingenieur und Firmenleiter Prosper L’Orange für verschiedene Motoren Vorkammern und arbeiteten an höheren Drehzahlen. Die Gesellschaft wurde 1926 an die Berliner Knorr-Bremse verkauft. Bis Ende der 1930er Jahre wurden Großmotoren mit Abgasturboladern und Vierventiltechnik gebaut, alle als Dieselmotoren, aber auch Kleindieselmotoren für Traktoren und Aggregate, die auch für Lkw-Motoren zum Einsatz kamen. Während des Zweiten Weltkrieges produzierte sie Motoren für U-Boote, Räumboote und Kampfschiffe.

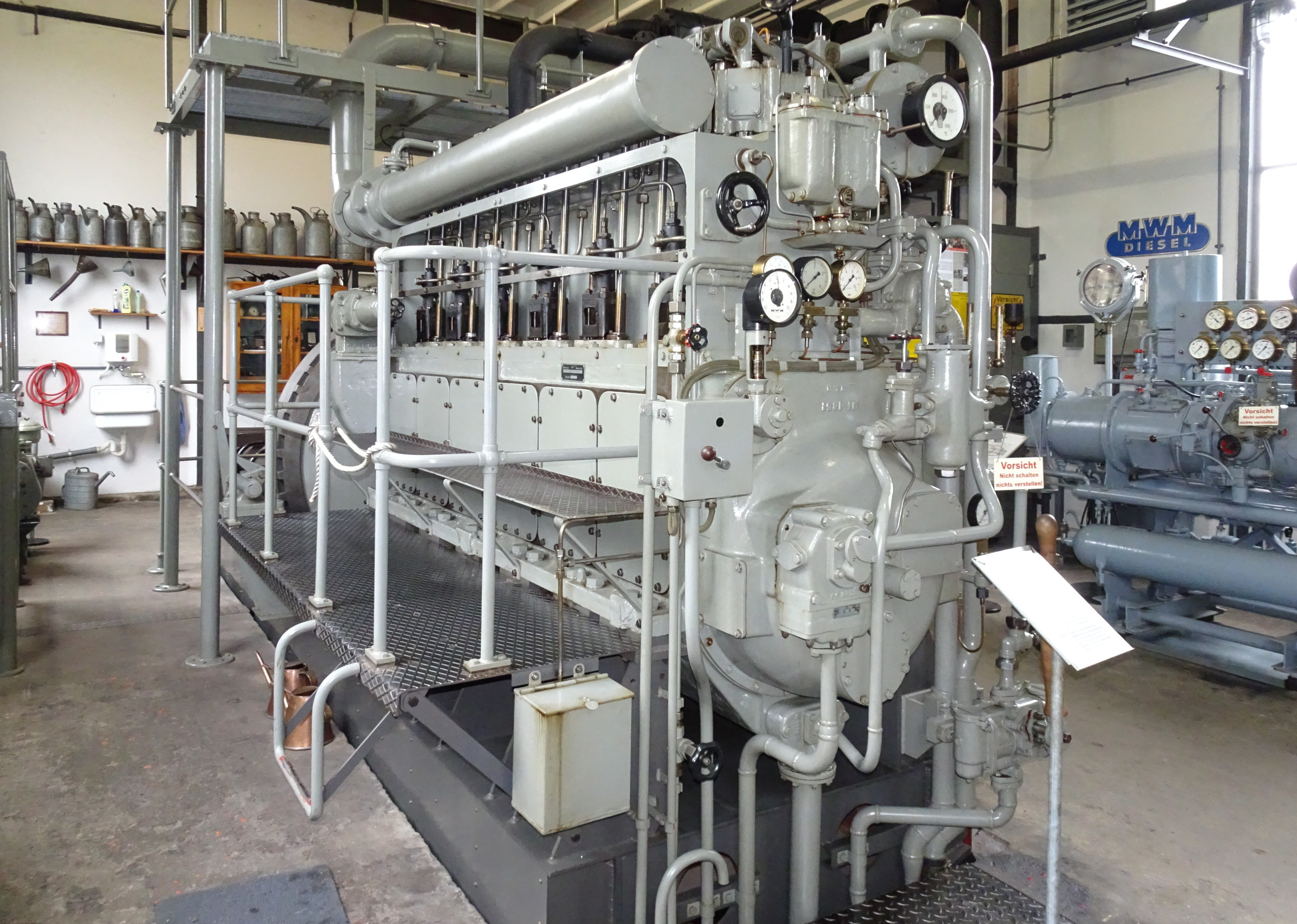
U-Boot-Klasse XXIII Hauptmaschine

Zwischen 1942 und 1944 betrug der Anteil an Kriegsgefangenen (intern Fremdarbeiter genannt) an der Gesamtbelegschaft 30 bis 34 Prozent. 1943 kam es nach Luftangriffen zu erheblichen Schäden an den Gebäuden und Werkstätten der MWM; wichtige Unterlagen und Materialien wurden in das Salzbergwerk Bad Friedrichshall gebracht; die Motorenproduktion wurde nach Ilvesheim in unauffällige Lager verlegt; die Konstruktion und Planung erfolgte in Walldorf (Baden).

### Wiederaufbau und Expansion nach dem Zweiten Weltkrieg
Nach 1945 war die Produktion von Dieselmotoren bis 1949 verboten, MWM stand bis 1949 auf der so genannten Demontageliste. Viele Zeichnungen hatte man jedoch bei Föhrenbach Lichtpauserei versteckt, um eine Beschlagnahme zu verhindern.
In den 1950er Jahren begann die Produktion von luftgekühlten Kleindieselmotoren. Mit dem patentierten Gleichdruck-Vorkammer-Verfahren war der Bau leiserer und langläufigerer Motoren möglich. 1950/51 wurden Werkswohnungen in Waldhof gebaut. 1952 baute MWM erstmals auch Notstromaggregate gemeinsam mit Elektronikunternehmen. Nach der Fußball-Weltmeisterschaft 1954 gab es bei MWM bis zu 14 Betriebssportmannschaften, die eine interne Meisterschaft austrugen und auf dem Fußballplatz von Phönix 02 trainierten. 1954 wurde auch die Fertigung von Dieselmotoren in Brasilien aufgenommen, ein Jahr später wurden Lizenzverträge mit Firmen in Japan, Pakistan, Argentinien und Spanien unterzeichnet.
1962 startete die Herstellung von kompletten Stromerzeugungsaggregaten inklusive der Schaltanlagen in Eigenverantwortung. Für die Olympischen Sommerspiele 1972 in München stellte das Unternehmen Notstromaggregate zur Verfügung. 1976 erzielte das Unternehmen einen Rekord-Jahresumsatz von 450 Millionen DM. 1977 hatte der bis dahin leistungsstärkste von MWM konstruierte Dieselmotor Typ TBD 511 V16 mit 8000 PS bei 750 l/min seinen Probelauf.

### Verkauf an die Deutz AG
Knorr-Bremse verkaufte die MWM 1985 an die Kölner Deutz AG. 1986 verlagerte Deutz seine Großmotorensparte komplett in das Werk der MWM an der Carl-Benz-Straße und sicherte so den Standort. In den 1990er Jahren wurde das Geschäft mit Gasmotoren, insbesondere Hochleistungsgasmotoren, ausgebaut. 1991 lieferte MWM ein Blockheizkraftwerk mit Gasmotor-Aggregaten für den Münchener Flughafen.
Mitte 2004 wurden 400 Stellen abgebaut und das Geschäft auf Komplettanlagen zur dezentralen Stromerzeugung mit Gasmotoren von bis zu 20 Zylindern und einem Gewicht bis zu 50 Tonnen konzentriert. 2005 wurde MWM in Deutz Power Systems umbenannt. 2007 wurde es als eigenständiges Unternehmen für 360 Millionen Euro an 3i verkauft. Ab dem 1. Oktober 2008 firmierte das Unternehmen unter dem Namen MWM GmbH. Im Jahr 2008 stellte das Unternehmen 200 Mitarbeiter neu ein. Im selben Jahr stellte das Unternehmen die Produktion von Diesel-Motoren weitgehend ein und fokussierte sein Geschäft auf Gas-Motoren, Aggregate und komplette Anlagen, sogenannte Container. 2009 gründete das Unternehmen ein eigenes Logistikzentrum in Lorsch zur Versorgung seiner Kunden mit Ersatzteilen.

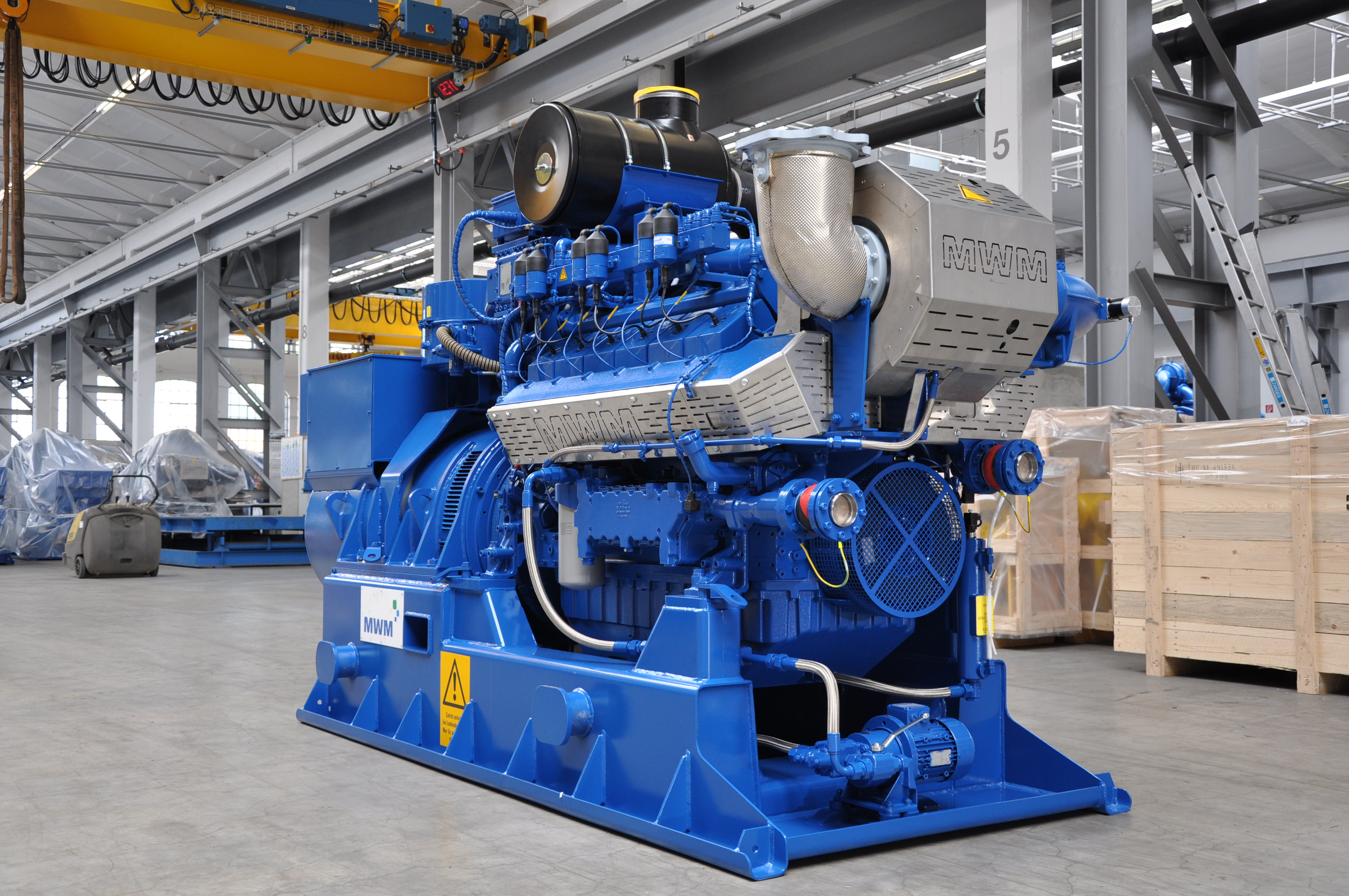
MWM Gasmotor TCG 2016 V12 in der Versandhalle

Bis dato wurde die Ersatzteilversorgung über ein Logistikzentrum der Deutz AG abgewickelt. In Rankings zum Absatz von motorbetriebenen Blockheizkraftwerken in Deutschland für die Jahre 2010 und 2011 erreichte MWM jeweils den ersten Platz.

### Entwicklung unter Caterpillar
Im November 2011 wurde die Gesellschaft für 580 Millionen Euro an Caterpillar verkauft. Im November 2013 wurde MWM in Caterpillar Energy Solutions GmbH umbenannt. MWM blieb als eigenständige Produktmarke erhalten. 2016 wurde Dan G. Sundell Geschäftsführer der Caterpillar Energy Solutions. Er löste Willy Schumacher ab, der in den Ruhestand ging. 2019 wechselte Dan G. Sundell innerhalb der Caterpillar Large Power System Division, seither ergänzen Johan Masse und Uwe Sternstein die Geschäftsführung gemeinsam mit Peter Körner.
Im Jahr 2017 investierten das KIT und Caterpillar Energy Solutions gemeinsam 11,8 Millionen Euro in ein Erprobungslabor zur Weiterentwicklung von Gasmotoren als „Brückentechnologie der Energiewende“. Seit 2018 ist Caterpillar Energy Solutions Teil des Forschungsprojektes reFuels, das unter Federführung des KIT an umweltfreundlichen Alternativen zu fossilen Kraftstoffen forscht. Im selben Jahr wurde das Unternehmen von Focus Money als Top-Traditionsunternehmen im Bereich Maschinenbau ausgezeichnet.

## Unternehmensstruktur

MWM-Logo

Cat-Logo

Caterpillar Energy Solutions ist Teil der Electric Power und Large Power Systems Divisionen des Mutterkonzerns Caterpillar. Das Unternehmen beschäftigt in Deutschland rund 1100 Mitarbeiter an seinem Werk in Mannheim, in einem Logistikzentrum in Lorsch bei Mannheim sowie weiteren Service-Standorten (Stand 2018).

### Produkte und Vertrieb
Das Unternehmen baut Gasmotoren, komplette Gaskraftwerke, Kraft-Wärme-Kopplungsanlagen und Blockheizkraftwerke für die dezentrale Energieerzeugung. Das Unternehmen setzt dabei auf eine Zwei-Marken-Strategie mit den Marken MWM und Cat. Die Produkte der Marke MWM werden direkt vom Unternehmen oder über ein weltweites Vertriebsnetzwerk verkauft. Die Produkte der Marke Cat, die am Standort Mannheim hergestellt werden, werden über das Cat-Händlernetzwerk des Mutterkonzerns vertrieben.

#### Gasmotoren
Unter den Marken MWM und Cat werden Gasmotoren mit einer elektrischen Leistung zwischen 400 Kilowatt und 4.500 Kilowatt gebaut, die mit verschiedenen Arten von Gasen betrieben werden können. Dazu zählen unter anderem Erdgas, Schiefergas, Grubengas, Biogas, Deponiegas und Synthesegas.

#### Blockheizkraftwerke
Das Unternehmen bietet Blockheizkraftwerke mit Kraft-Wärme-Kopplung für eine dezentrale Stromerzeugung an. Neben den Gasmotoren und Stromaggregaten für die Blockheizkraftwerke liefert Caterpillar Energy Solutions auch Komplettlösungen wie Container-Blockheizkraftwerke oder modular aufgebaute, komplette Kraftwerke.

#### Services
In den Bereich Service fallen die Wartung der Anlagen, die Ersatzteilversorgung sowie die Finanzierung. Darüber hinaus vertreibt das Unternehmen als Service-Leistung ebenfalls eigene Motoröle sowie Kühlmittel für Gasmotoren. Die Service-Dienstleistungen werden entweder durch die Unternehmenszentrale, die zugehörigen Service-Center oder externe Partnerfirmen angeboten.